# Moutrot
 Moutrot  es una población y comuna francesa, en la región de Gran Este, departamento de Meurthe y Mosela, en el distrito de Toul y cantón de Toul-Sud.

## Demografía
| 124 | 131 | 125 | 146 | 167 | 246 |
| Para los censos de 1962 a 1999 la población legal corresponde a la población sin duplicidades (Fuente: INSEE [Consultar]) |     |     |     |     |     |